# Kortoorspitsmuizen
Kortoorspitsmuizen (Cryptotis) zijn een geslacht van relatief kleine spitsmuizen met korte oren, die meestal niet zichtbaar zijn, en korte staarten. Ze hebben 30 tanden.

## Voorkomen
De meeste soorten komen voor in Midden-Amerika; de kortoorspitsmuis (C. parva) is de enige soort in Noord-Amerika en de thomasi-groep en twee soorten van de nigrescens-groep komen voor in Zuid-Amerika, in de Andes van West-Venezuela tot Noord-Peru. Ten zuiden van Guatemala zijn het de enige insecteneters.

## Indeling
Sinds 1992 is de bioloog Neal Woodman (samen met Robert Timm) bezig met de taxonomie van het geslacht. Tot nu toe heeft dat geresulteerd in een verhoging van het aantal soorten van 12 naar 54.
Het geslacht omvat de volgende soorten:
- Cryptotis adamsi†
- Cryptotis kansasensis†
- Cryptotis meadensis
- gracilis-groep
  - Cryptotis endersi
  - Cryptotis gracilis
- goldmani-groep
  - Cryptotis alticola
  - Cryptotis cavatorculus
  - Cryptotis celaque
  - Cryptotis eckerlini
  - Cryptotis goldmani
  - Cryptotis goodwini
  - Cryptotis griseoventris
  - Cryptotis lacertosus
  - Cryptotis magnimanus
  - Cryptotis mam
  - Cryptotis matsoni
  - Cryptotis mccarthyi
  - Cryptotis montecristo
  - Cryptotis oreoryctes
  - Cryptotis peregrinus
  - Cryptotis woodmani
- mexicanus-groep
  - Cryptotis magnus
  - Cryptotis mexicanus
  - Cryptotis nelsoni
  - Cryptotis phillipsii
- nigrescens-groep
  - Cryptotis brachyonyx
  - Cryptotis colombianus
  - Cryptotis hondurensis
  - Cryptotis lacandonensis
  - Cryptotis mayensis
  - Cryptotis merriami
  - Cryptotis merus
  - Cryptotis nigrescens
- parvus-groep
  - Cryptotis berlandieri
  - Cryptotis floridanus[2]
  - Cryptotis orophilus
  - Cryptotis parvus
  - Cryptotis pueblensis
  - Cryptotis soricinus
  - Cryptotis tropicalis
- thomasi-groep
  - Cryptotis albujai[3]
  - Cryptotis andinus
  - Cryptotis aroensis
  - Cryptotis dinirensis
  - Cryptotis equatoris
  - Cryptotis huttereri
  - Cryptotis medellinius
  - Cryptotis meridensis
  - Cryptotis monteverdensis
  - Cryptotis montivagus
  - Cryptotis niausa
  - Cryptotis osgoodi
  - Cryptotis perijensis
  - Cryptotis peruviensis
  - Cryptotis squamipes
  - Cryptotis tamensis
  - Cryptotis thomasi
  - Cryptotis venezuelensis